# Геруа, Александр Владимирович
Алекса́ндр Влади́мирович Геруа́ (24 марта 1870 года — не ранее 1944 года) — российский военный деятель, генерал-лейтенант (1917).

## Начальная биография
Александр Владимирович Геруа родился 24 марта 1870 года.
В 1891 году окончил Пажеский корпус, а в 1898 году — Николаевскую академию Генерального штаба.

## Военная карьера
С 1891 года Александр Геруа служил в лейб-гвардии Егерском полку подпоручиком, а с 1895 года поручиком.
В 1898 году был произведён в штабс-капитаны гвардии с переименованием в капитаны Генерального штаба. Состоял при штабе Московского военного округа.
С 1901 по 1902 годы служил старшим адъютантом штаба 22-й пехотной дивизии. Цензовое командование ротой отбывал в лейб-гвардии Егерском полку (04.10.1901—21.10.1902). В 1902 году был произведён в подполковники. В этом же году был назначен штаб-офицером для особых поручений при штабе 6-го армейского корпуса, где прослужил до 1903 года.
С 1903 по 1904 годы Александр Геруа служил столоначальником Главного штаба.
Принимал участие в русско-японской войне в качестве штаб-офицера при управлении 5-й стрелковой бригады. За время войны был ранен.
С 1905 по 1906 годы был прикомандирован в Главному штабу.
В 1906 году был произведён в полковники. В этом же году был прикомандирован к Главному управлению Генерального штаба, в котором прослужил до следующего года. Цензовое командование батальоном отбывал в лейб-гвардии Егерском полку (04.05.—04.09.1907).
В 1907 году Александр Геруа опубликовал свою военно-теоретическую работу «К познанию армии».
С 1907 по 1909 годы служил начальником отделения Главного штаба, а с 1909 по 1911 годы был прикомандирован к Главному управлению Генерального штаба.
С 1911 по 1912 годы — начальник штаба 22-й пехотной дивизи. С 1912 по 1914 годы — командир 7-го Финляндского стрелкового полка. 4 февраля 1914 года произведён в генерал-майоры (старшиство с 04.02.1914; за отличие) с назначением командиром Лейб-гвардии Волынского полка.
С 25 января по октябрь 1915 года — генерал-квартирмейстер штаба 5-й, затем 12-й армии.
С октября 1915 по октябрь 1916 года Александр Геруа командовал 38-й пехотной дивизией.
С октября 1916 года — и. д. начальника штаба 2-й армии. Был начальником Балтийского сухопутного отряда.
7 июля 1917 года был произведён в генерал-лейтенанты и назначен командиром 18-го армейского корпуса. Затем — начальник штаба Румынского фронта.

## Деятельность во времягражданской войны
С конца 1917 Александр Геруа сотрудничал с большевиками в целях противодействия немецким войскам. При командующем генерале А. В. Шварце был начальником штаба Северного участка Петроградского района.
После заключения Брестского мира вёл активную нелегальную антибольшевистскую работу, переправляя офицеров в белогвардейские части Северного фронта и, одновременно, один из руководителей Союза возрождения России.
25 марта 1918 года Александр Геруа был уволен в запас и в середине 1918 года уехал на Юг России.
С октября 1918 являлся представителем при руководителе французской военной миссии генерале Бертело, с октября 1919 года — начальником миссии Вооружённых сил Юга России в Бухаресте, а с апреля 1920 года — военный представитель Главного командования и великого князя Николая Николаевича в Румынии.

## Эмиграция
После поражения белой гвардии Александр Геруа остался в Румынии, где работал председателем Союза инвалидов в Румынии.
В 1923 году в Софии опубликовал военно-теоретическую работу «Полчища», которая рассматривала вопрос о преимуществах малых армий. Сам Геруа выступал против всеобщей воинской обязанности, и придерживался принципа малых профессиональных вооружённых сил.
После вступления советских войск в Бухарест в 1944 году Александр Геруа был арестован органами СМЕРШа и был вывезен в СССР.

## Награды
- Орден Св. Станислава 3-й ст. (1903);
- Орден Св. Анны 3-й ст. с мечами и бантом (1906);
- Орден Св. Владимира 4-й ст. с мечами и бантом (1906);
- Золотое оружие (ВП 21.09.1907);
- Орден Св. Анны 4-й ст. (08.05.1909);
- Орден Св. Владимира 3-й ст. (06.12.1909);
- Орден Св. Станислава 1-й ст. (1915);
- Орден Св. Анны 1-й ст. (1915);
- Орден Св. Владимира 2-й ст. (ВП 07.01.1916);
- мечи к Св. Владимира 2-й ст. (ВП 14.07.1916).

## Сочинения
- Полчища. — София, 1923. — 434 с.
- L’Armée Rouge et la Guerre Sociale. — Paris, 1931. — 260 p.